# Rio Guará
Rio Guará är ett vattendrag i Brasilien.   Det ligger i delstaten Bahia, i den östra delen av landet, 500 km nordost om huvudstaden Brasília.
Omgivningarna runt Rio Guará är huvudsakligen savann. Runt Rio Guará är det mycket glesbefolkat, med 3 invånare per kvadratkilometer.